# 東北電氣
东北电气发展股份有限公司，簡稱東北電氣（英語：Northeast Electric Development Company Limited；港交所：42；老三板：400114，简称：东北电3；深交所除牌前：000585，简称：东电退），于1993年2月18日在遼寧沈阳市成立，前身為「东北输变电机械制造股份有限公司」。主要經營中国输变电设备科研、制造、出口的主要基地，产品为高压油浸并联电力电容器、干式自愈式并联电容器、电容式电压互感器、电容器成套装置、滤波电容器、耦合电容器、特种电容器、自冷封闭母线、配电变压器等系统保护及传输设备。
该司股份分別于1995年7月3日及1995年11月29日在香港和深圳上市。现时總部位於海南省海口市南海大道266号海口国家高新区创业孵化中心A楼5层A1-1077室。

## 連結
- NEE.com.cn